# Frantz (film)
Frantz è un film del 2016 scritto e diretto da François Ozon. Liberamente ispirato a L'uomo che ho ucciso (Broken Lullaby) diretto da Ernst Lubitsch nel 1932, a sua volta tratto dal lavoro teatrale L'Homme que j'ai tué di Maurice Rostand scritto nel 1930 (versione teatrale di un suo romanzo scritto 5 anni prima), il film è stato presentato in concorso alla 73ª Mostra internazionale d'arte cinematografica di Venezia.

## Trama
Nel 1919, nella città tedesca di Quedlinburg (a suo tempo appartenente alla Lega Anseatica e conosciuta come la città delle Badesse), all'indomani della fine della prima guerra mondiale, la giovane Anna si reca quotidianamente alla tomba del fidanzato Frantz, deceduto al fronte. Un giorno conosce un misterioso uomo francese di nome Adrien, anche lui intento a portare fiori sulla tomba di Frantz. Tra Anna e Adrien si instaura un forte legame, che porterà Anna a scoprire vari segreti del compianto fidanzato.

## Distribuzione
Il film è stato presentato in anteprima e in concorso al Festival di Venezia 2016 e successivamente al Toronto International Film Festival. È stato distribuito nelle sale cinematografiche francesi il 7 settembre 2016 e in Italia il 22 settembre 2016.

## Riconoscimenti
- 2016 - Mostra internazionale d'arte cinematografica di Venezia
  - Premio Marcello Mastroianni a Paula Beer
  - Candidatura al Leone d'oro
- 2017 - Premio César
  - Migliore fotografia a Pascal Marti
  - Candidatura per il Miglior film
  - Candidatura per il Miglior regista a François Ozon
  - Candidatura per il Miglior attore a Pierre Niney
  - Candidatura per la Migliore promessa femminile a Paula Beer
  - Candidatura per il Migliore adattamento a François Ozon
  - Candidatura per il Miglior montaggio a Laure Gardette
  - Candidatura per la Migliore scenografia a Michel Barthélémy
  - Candidatura per i Migliori costumi a Pascaline Chavanne
  - Candidatura per la Migliore musica a Philippe Rombi
  - Candidatura per il Miglior sonoro
- 2017 - National Board of Review Awards[4]
  - Migliori cinque film stranieri
- 2017 - European Film Awards
  - Candidatura per la Miglior attrice a Paula Beer
  - Candidatura per la Miglior sceneggiatura a François Ozon